# Институт математики и механики МГУ
Институ́т матема́тики и меха́ники МГУ — научно-исследовательское учреждение в системе Московского государственного университета имени М. В. Ломоносова. Организация, сыгравшая в XX веке значительную роль в подготовке научных кадров России.

## История
Научно-исследовательский институт математики и механики (НИИММ) был открыт при Первом Московском государственном университете в конце 1922 года. Первое заседание совета Московского института математических наук — так он первоначально указывался в протоколах заседаний совета Института (с мая 1923 года — НИИММ) — состоялось 18 ноября 1922 года. Присутствовали: Л. К. Лахтин, Б. К. Млодзеевский, Д. Ф. Егоров, И. И. Жегалкин, В. Ф. Каган, С. А. Чаплыгин, В. А. Костицын, H. H. Лузин, И. И. Привалов, О. Ю. Шмидт. В. А. Костицын сделал доклад о структуре и задачах создаваемого Института: о научной деятельности его сотрудников, о подготовке научных кадров и о популяризации науки в широких кругах. Первым директором стал Б. К. Млодзеевский, руководивший институтом очень короткое время, поскольку в 1923 году он скончался.
На 2-м заседании совета, состоявшемся 2 декабря 1922 года был избран президиум совета, в который кроме директора Млодзеевского вошли Д. Ф. Егоров и В.. Костицын, который стал учёным секретарём Института. Для подготовки издания Госиздатом Полного собрания сочинений Н. И. Лобачевского была организована комиссия в составе Б. К. Млодзеевского, Д. Ф. Егорова и В. Ф. Кагана.
Сменивший Млодзеевского Д. Ф. Егоров возглавлял институт в 1923—1929 годах, позже директорами были О. Ю. Шмидт (до 1931), М. Я. Выгодский, А. Я. Хинчин (1932—1933),  А. Н. Колмогоров (с 1 декабря 1933 года по 15 апреля 1939 года), В. В. Степанов.
В 1924 году после восьмилетнего перерыва было возобновлено издание Математического сборника, вышел 31-й том. Весной 1927 года (с 27 апреля по 4 мая) по инициативе НИИММ и Московского математического общества был созван и проведён Всероссийский съезд математиков, собравший 378 участников из 33 городов СССР и положивший начало организации общественной жизни в области математики в СССР; на этом съезде был организован оргкомитет Первого всесоюзного съезда математиков, состоявшегося 24—29 июня 1930 года в Харькове.
В 1925 году Институт был поделён на три секции: секцию математики, основными направлениями деятельности которой стали проблемы анализа, геометрии и теории чисел; секцию математического естествознания, где рассматривались проблемы механики и математической физики; и секцию математической статистики.
Аспирантура НИИММ всё время пополнялась одарённой молодежью, оканчивавшей Московский университет. Так, в 1924 году в аспирантуру института были зачислены Л. А. Люстерник и С. С. Ковнер, в 1925 году — Л. В. Келдыш, А. Н. Колмогоров, П. С. Новиков, Л. Г. Шнирельман, а в последующие годы — Н. В. Смирнов, А. Н. Тихонов, И. Г. Петровский, П. К. Рашевский, А. О. Гельфонд, Л. С. Понтрягин, А. Ф. Бермант, Б. П. Демидович и другие молодые математики, которым было суждено внести выдающийся вклад в развитие математической науки.
В НИИ было открыто специальное номографическое бюро под руководством Н. А. Глаголева.
В 1933 году институт вошёл в состав механико-математического факультета, где характер его деятельности претерпел существенные изменения. Главной его задачей стала руководство аспирантурой, в это время в нём обучалось 83 аспиранта. В конце 1935 года институт, после выделения из его состава НИИ механики, был переименован в НИИ математики.
История продолжилась в 1950 году, когда был вновь создан НИИ механики и математики, но уже в 1953 году, в связи утверждением новой структуры МГУ, институт был закрыт. 
Постановлением Совета Министров РСФСР № 1936 от 11 декабря 1959 года был создан НИИ механики МГУ.